# Малярчук Володимир Михайлович
Володи́мир Миха́йлович Малярчу́к (нар. 8 листопада 1975 — пом. 6 липня 2015) — солдат 72-ї окремої механізованої бригади Збройних сил України, учасник російсько-української війни на Сході України.

### Обставини загибелі
Помер 6 липня 2015 року о 10.20 у відділенні інтенсивної терапії Дніпропетровської обласної лікарні ім. Мечникова від отриманого раніше поранення.

## Нагороди та вшанування
- Указом Президента України № 98/2018 від 6 квітня 2018 року, "за особисту мужність і самовіддані дії, виявлені у захисті державного суверенітету та територіальної цілісності України, зразкове виконання військового обов'язку", нагороджений медаллю «Захиснику Вітчизни» (посмертно)[1].
- 9 листопада 2015 року встановлено меморіальну дошку на фасаді школи у селі Божиківці, де навчався Володимир[2][3].